# Pannychia moseleyi
Pannychia moseleyi är en sjögurkeart som beskrevs av Johan Hjalmar Théel 1882. Pannychia moseleyi ingår i släktet Pannychia och familjen Laetmogonidae.

## Underarter
Arten delas in i följande underarter:
- P. m. virgulifera
- P. m. moseleyi